# Helena Moskevská
Helena Ivanovna Moskevská (polsky: Helena Moskiewska, rusky Елена Ивановна, Jelena Ivanovna; 19. května 1476 – 20. ledna 1513) byla polská královna a litevská velkokněžna, manželka Alexandra Jagellonského. Jejím otcem byl moskevský velkokníže Ivan III. a matkou Zoe Palaiologovna, neteř posledního byzantského císaře Konstantina XI., která byla na Rusi nazývána Sofie.

## Život
V roce 1495 se Helena ve Vilniusu vdala za litevského velkoknížete Alexandra Jagellonského, po jehož boku se v roce 1501 (po smrti manželova bratra Jana I.) stala polskou královnou. Nekonvertovala ke katolictví a zůstala věrná pravoslaví, proto nikdy nebyla korunována.
Helena byla dvakrát těhotná (v letech 1497 a 1499), ale obě těhotenství skončila potratem. Po druhém potratu už nemohla mít děti. V roce 1506 ovdověla, a protože manželství zůstalo bezdětné, byl za Alexandrova následníka vybrán jeho nejmladší bratr Zikmund I. Starý.
Zemřela v roce 1513 (podle pověstí ji otrávil mocný litevský šlechtic Mikołaj Radziwiłł). Pohřbená je v Katedrále Nanebevzetí Panny Marie ve Vilniusu.